# Бурггард фон Офен
Бурґгард Франц Віктор фон Офен (нім. Burghard Franz Viktor von Oven; 29 липня 1891, Позен — 3 грудня 1935, Гіршгорн) — німецький воєначальник, генерал піхоти.

## Біографія
Виходець із знатного нижньорейнського роду із стійкою військовою традицією. Син ландрата Юліуса фон Офена. Рідний брат (за деякими джерелами — двоюрідний) генерала піхоти Ернста фон Офена, двоюрідний брат генерал-майора Георга фон Офена, дядько лейтенанта Вільфреда фон Офена.
В 1881 році поступив на службу в Прусську армію. В 1910 році призначений начальником відділу Воєнного міністерства. З 13 вересня 1911 року — командир 5-го ганноверського піхотного полку №165. З 8 серпня 1914 року — командир 14-ї піхотної бригади, з якою воював на Західному фронті. 21 лютого 1915 року повернувся у Воєнне міністерство, до 1919 року очолював Відділ військового управління. 30 вересня 1919 року призначений командиром 15-ї бригади рейсвері і, одночасно, командувачем 3-м військовим округом. В травні 1920 року звільнений у зв'язку з нечіткою позицією щодо Каппського заколоту.

## Нагороди
- Столітня медаль
- Медаль «За кампанію в Південно-Західній Африці» (13 серпня 1917)
- Хрест «За вислугу років» (Пруссія) (1915)
- Залізний хрест 2-го і 1-го класу
- Почесний хрест ветерана війни з мечами